# Comté de Wichita (Texas)
Pour l’article homonyme, voir Comté de Wichita.
Le comté de Wichita, en anglais : Wichita County, est un comté situé dans le nord de l'État du Texas, à la frontière avec l'Oklahoma, aux États-Unis. Fondé le 1er février 1858, son siège de comté est la ville de Wichita Falls. Il est baptisé en référence au peuple Wichitas. Selon le recensement des États-Unis de 2020, sa population est de 129 350 habitants. Le comté a une superficie de 1 639 km2, dont 1 626 km2 en surfaces terrestres.

## Organisation du comté
Le comté est fondé le 1er février 1858, à partir des terres du comté de Young. Après plusieurs réorganisations foncières, il est définitivement organisé et autonome, le 21 juin 1882.
Le comté est baptisé par rapport au peuple Amérindien des Wichitas.

## Géographie

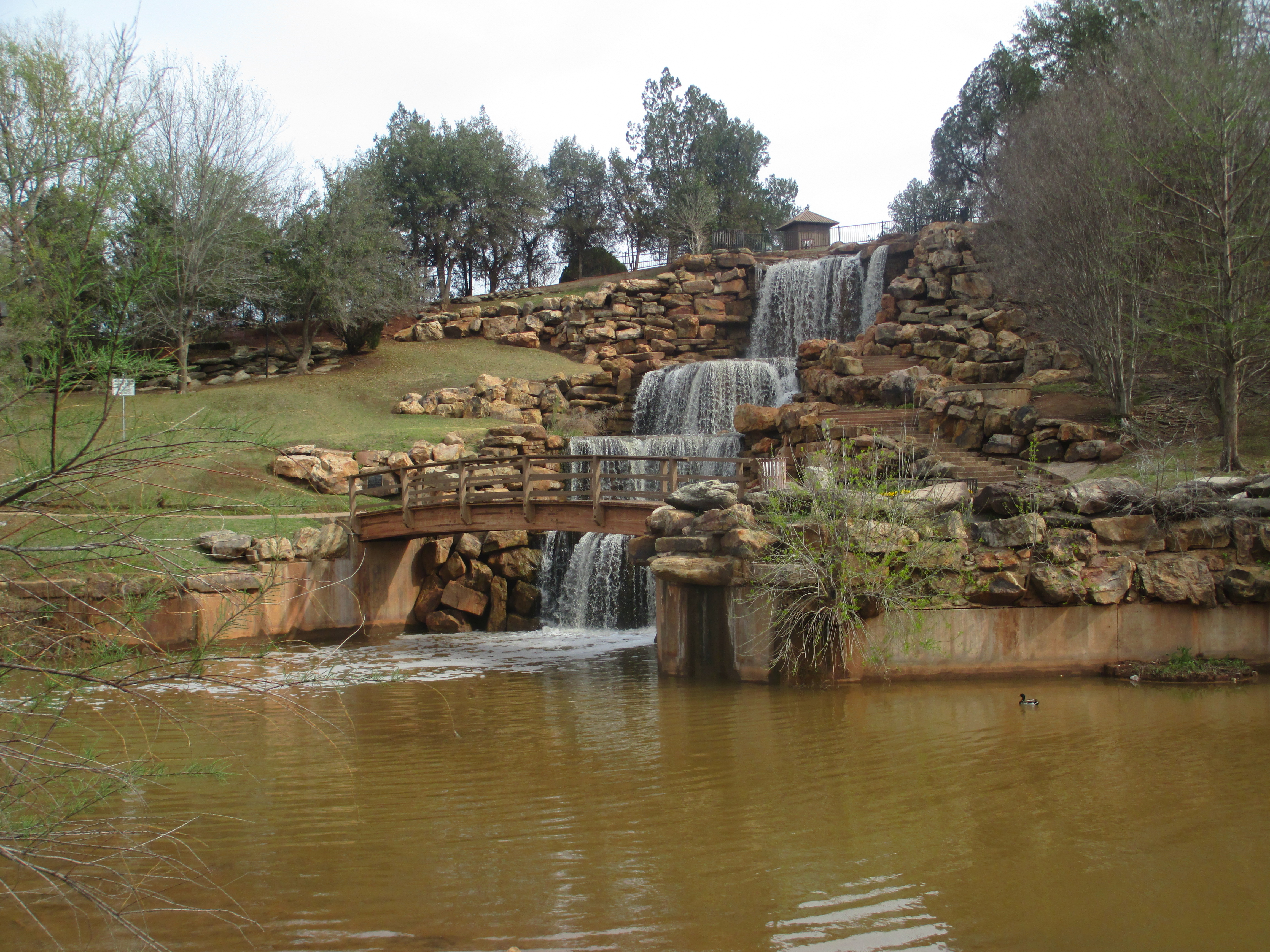
La cascade de Wichita Falls.

Le comté de Wichita se situe à l'extrême centre-nord de l'État du Texas, en limite avec l'Oklahoma, aux États-Unis,, sur la rive de la rivière Rouge (en anglais : Red River), frontière naturelle entre les deux États.
Au niveau de la géologie, le comté fait partie des lits rouges du Texas et de l'Oklahoma, en raison des strates qui forment des bancs rouges. La topologie du comté alterne entre des plaines, les Rolling Red Plains à l'est, et des prairies, les Rolling Red Prairies, à l'extrême sud-est du comté.
L'altitude varie de 274 m à 366 m. Le comté de Wichita est drainé du sud-ouest au nord-est par la rivière Rouge et celle de Wichita (en). Les ressources minérales comprennent le pétrole, le gaz, le sable, le gravier et la pierre. Les températures moyennes varient d'un maximum de 36,6 °C, en juillet, à un minimum de −2,2 °C en janvier, avec une température annuelle moyenne de 17,2 °C. Les précipitations moyennes sont de 685,8 mm par année.

## Axes principaux
- Interstate 44
- U.S. Route 82
- U.S. Highway 277 (en)
- U.S. Route 281
- U.S. Highway 287 (en)
- Autoroute d’État 25 (en)
- Autoroute d’État 79 (en)
- Autoroute d’État 240 (en)
- Autoroute d’État 258 (en)

## Comtés adjacents
|                    | Comté de Tillman | Comté de Cotton |
| Comté de Wilbarger | comté de Wichita | Comté de Clay   |
| Comté de Baylor    | Comté d'Archer   |                 |

## Démographie

Pyramide des âges du comté de Wichita (2000).

Lors du recensement de 2010, le comté comptait une population de 131 500 habitants. Elle est estimée, en 2017, à 132 000 habitants,.